# 후쿠오카현도 제151호선
후쿠오카현도 제151호 우키하 구사노 구루메 선(일본어: 福岡県道151号浮羽草野久留米線)은 후쿠오카현 우키하시에서 구루메시까지 이어주는 주요 지방도(현도)이다. 그러나 이 현도의 번호는 151호선으로 부여받았으나, 후쿠오카현내에서 유일하게 100번대 번호 중 예외적으로 주요 지방도로 지정되어 있는 특이한 현도이기도 하다.

## 노선 정보
- 총 연장 : 22.18 km
- 기점 : 후쿠오카현 우키하시 우키하마치 아사다 (나카센조쿠 교차로 : 국도 제210호선과 교차)
- 종점 : 후쿠오카현 구루메시 미이하타자키 (하타자키 교차로 : 후쿠오카현도 제53호 구루메 지쿠시노 선(일본어판)과 교차)

## 연혁
- 1993년 5월 11일 : 건설성에서 이 현도인 우키하 구사노 구루메 선을 주요 지방도로 승격 및 지정

## 지리

### 통과하는 지자체
- 우키하시
- 구루메시

### 접촉하는 도로
- 국도 : 국도 제210호선
- 현도 : 다음과 같음.
  - 후쿠오카현도 제52호선
  - 후쿠오카현도 제718호선
  - 후쿠오카현도 제719호선
  - 후쿠오카현도 제70호선
  - 후쿠오카현도 제746호선
  - 후쿠오카현도 제743호선
  - 후쿠오카현도 제798호선
  - 후쿠오카현도 제742호선
  - 후쿠오카현도 제739호선
  - 후쿠오카현도 제720호선
  - 후쿠오카현도 제53호선

### 연선
- 규다이 본선 : 지쿠고쿠사노역 이외 지역
- 야부지노 공원
- 구루메 백년공원
- 메즈라시즈카 고분
- 드림파크
- 도쿠겐인 고분
- 홋신 공원
- 구루메시 세계 진달래 센터